# Wonder Boys
Wonder Boys (conocida en Hispanoamérica como Loco fin de semana y en España como Jóvenes prodigiosos) es una película del año 2000 basada en la novela homónima de 1995 escrita por Michael Chabon. Dirigida por Curtis Hanson, está protagonizada por Michael Douglas como el profesor Grady Tripp, un novelista que enseña escritura creativa en una universidad anónima de Pittsburgh. Ha sido incapaz de terminar su segunda novela, su esposa joven lo dejó, y está durmiendo con la rectora de la universidad (Frances McDormand), quien es de paso la esposa del director de su departamento. El editor de Grady (Robert Downey Jr.) está en la ciudad para mirar el libro y se interesa en un libro que un estudiante (Tobey Maguire) de la clase de Grady acaba de terminar.
Wonder Boys fue filmada en Pittsburgh, Pensilvania, incluyendo locaciones en la Universidad Carnegie Mellon, Universidad Chatham y la Academia Shady Side. Otras locaciones en Pensilvania incluyeron Beaver, Rochester y Rostraver Township. La película reunió nuevamente a Katie Holmes y a Tobey Maguire, que habían aparecido hacía tres años en La tormenta de hielo.
Después de que Wonder Boys fracasó en las taquillas, hubo un segundo intento en encontrar una audiencia con una nueva campaña de marketing y el 8 de noviembre de 2000, hubo un reestrenó, que fue una decepción financiera.

## Elenco
- Michael Douglas como el profesor Grady Tripp.
- Tobey Maguire como James Leer.
- Robert Downey Jr. como Terry Crabtree.
- Frances McDormand como Sara Gaskell.
- Katie Holmes como Hannah Green.
- Rip Torn como Quentin "Q" Morewood.
- Richard Thomas como Walter Gaskell.
- Jane Adams como Oola.
- Alan Tudyk como Sam Traxler.

## Producción
Después de L.A. Confidential, Curtis Hanson estaba trabajando en un guion propio y leyendo otros guiones con un gran interés por su próxima película. La actriz Elizabeth McGovern aconsejó a Hanson para trabajar con el guionista Steve Kloves. Cuando se le dio el guion del escritor para Wonder Boys y le dijeron que Michael Douglas estaba interesado en protagonizarla, él "se enamoró de estos personajes - y me hicieron reír." Hanson también se identifica con Grady Tripp y "la cosa construyéndose en su interior: frustración: hambre, anhelo, ectétera."

## Banda sonora
1. "Things Have Changed" - Bob Dylan (5:10)
2. "A Child's Claim to Fame" - Buffalo Springfield (2:12)
3. "No Regrets" - Tom Rush (3:52)
4. "Old Man" - Neil Young (3:23)
5. "Shooting Star" - Bob Dylan (3:09)
6. "Reason to Believe" – Tim Hardin (2:00)
7. "Need Your Love So Bad" - Little Willie John (2:17)
8. "Not Dark Yet" - Bob Dylan (6:30)
9. "Slip Away" - Clarence Carter (2:32)
10. "Waiting for the Miracle" - Leonard Cohen (7:43)
11. "Buckets of Rain" - Bob Dylan (3:23)
12. "Watching the Wheels" - John Lennon (3:32)
13. "Philosophers Stone" - Van Morrison (6:03)